# Мартин Ралчевски
Мартин Ралчевски е български писател и сценарист.

## Биография
Роден е на 4 март 1974 г. в София. Завършил е СУ „Св. Климент Охридски“ със специалности богословие и география. Работил е като преподавател в Софийската семинария „Св. Йоан Рилски“ и като асистент в Богословския факултет в София. Женен е и има три деца.
Участва като каскадьор в заснемането на филма „Троя“ (2003) в Мексико. Писателската му кариера започва, когато след това се завръща в България и се захваща с написването на дебютната си книга „Безкрайна нощ“ (2008).
Литературната критика го определя като православен религиозен автор.
Някои от книгите му са преведени и издадени на английски, немски и руски език.
През 2025 г. беше реализиран първият в историята на България игрален филм на православна тематика по едноимения роман „Не затваряй очи" по сценарий адаптиран от автора.

## Произведения

### Романи
- „Безкрайна нощ" (2008)
- „Горски дух" (2009)
- „Полубогиня" (2010)
- „30 паунда" (2012)
- „Измама" (2013)
- „Антихрист" (2016)
- „Смисълът в живота" (2019)
- „Вечност" (2021)
- „Не затваряй очи" (2022)
- „Последно обещание" (2024)

### Сборници с разкази
- „Емигрант" (2014)
- „Душа" (2018)

### Сценарии за игрални филми
- „Безкрайна нощ" (2015)
- „Смисълът в живота" (2019)
- „Не затваряй очи" (2022)
- „Последно обещание" (2024)

### Филми
- „Не затваряй очи" (2025)
- "Последно обещание" (предстои)